# 井上秀
井上 秀（いのうえ ひで、1875年（明治8年）1月6日 - 1963年（昭和38年）7月19日）は、日本の家政学者・教育家。日本女子大学校（現在の日本女子大学）初の女性校長（第4代、1931年11月 - 1946年11月）。

## 経歴

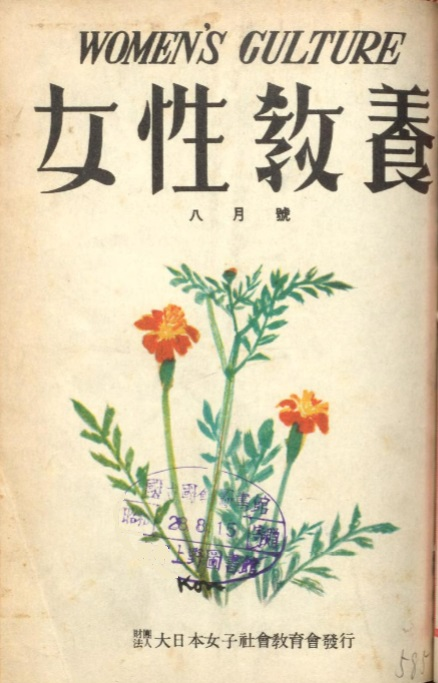
1952年に大日本女子社会教育会の会長に就任した井上は同年11月、月刊誌『女性教養』（現在の『We learn』）を創刊した。

1875年（明治8年）1月6日、兵庫県氷上郡船城村（現・兵庫県丹波市）に生まれる。10歳で氷上郡各町村組合立氷上高等小学校に入学。在学中に裁縫の教師から「女に学問はいらないというのは古い考え方である。これからは女子も大いに勉強して国家に尽くす人にならなければいけない」と言われ、京都府立第一高等女学校を志す。
15歳で京都府立第一高等女学校に進学する。同校の寮で広岡浅子（明治・大正期に活躍した女性実業家）の娘・亀子と同室になった縁で、広岡家が営む大阪の豪商・加島屋久右衛門家にも出入りするようになる。広岡が仕事で出張する時には秀も同行し、潤野炭鉱の監督のために赴いた福岡にも同行していた。
1894年（明治27年）京都府立第一高等女学校卒業。1895年（明治28年）、弟が亡くなったことから家督を継ぐため足立雅二を婿養子にとり結婚する。1899年（明治32年）、長女井上支那（のちに菅支那）を出産。
1901年（明治34年）、広岡浅子の勧めにより、日本女子大学校に第1期生として入学。学生寮の寮監に任命され、学生を束ねる立場となる。1904年（明治37年）同校を卒業。同校の卒業生組織・桜楓会（おうふうかい）の幹事長に就任。さらには広岡の勧めもあって家政学を研究するため、コロンビア大学家政学部へ留学する。
1910年（明治43年）日本女子大学校家政学部教授に就任し、あわせて桜楓会の理事長に就任する。1913年（大正2年）渋沢栄一の協力を得て、桜楓会による日本初の託児所を開いた。1919年に文部省中等教育家事科臨時検定委員就任、翌年に社団法人生活改善同盟理事就任、1922年には日本婦人平和協会理事長に就任し、米国ワシントンで開かれた世界婦人軍縮会議に出席。1928年にはハワイで開催された汎太平洋婦人会議に出席（団長）。1931年（昭和6年）日本女子大学校の第四代校長に就任し、同校の創立者で恩師でもある成瀬仁蔵の「ゆくゆくは男性でなく女性に、それも外部からではなく本学出身者に校長となって欲しい」という言葉を実現した。
1946年10月に教職追放を受け、日本女子大学校校長を退任。同年2月に公職追放も受ける。1950年10月13日、公職追放解除の閣議決定を受ける。
1952年、大日本女子社会教育会（現・公益財団日本女性学習財団）の会長に就任。同年11月3日、大日本女子社会教育会は月刊誌『女性教養』を創刊。井上は創刊号の巻頭言で「講和の発効によって、わたくしたち女性はいちだんと教養を正しく高く豊かにして、限界を広くしなければと切実に思うのです」と述べた。
1956年、小田原女子学院院長就任。1957年、小田原女子学院短期大学初代学長就任。
1963年7月19日、永眠。享年88歳。

## 家族・親族
- 夫：井上雅二
- 長女：菅支那(井上支那)

## 井上秀が登場する作品
- 古川智映子 『小説 土佐堀川 - 女性実業家・広岡浅子の生涯』 （1988年、潮出版社） - NHK連続テレビ小説 『あさが来た』 の原案本
- 村岡恵理 『アンのゆりかご - 村岡花子の生涯』 （2011年、新潮社） -  NHK連続テレビ小説 『花子とアン』 の原案本

## 関連する人物
- 広岡浅子 - 明治・大正期に活躍した女性実業家。
- 成瀬仁蔵 - 日本女子大学校初代校長。
- 麻生正蔵 - 日本女子大学校第２代校長。
- 渋沢栄一 - 日本女子大学校第３代校長。
- 村岡花子 - 翻訳家・児童文学者。広岡浅子が御殿場・二の岡で開催した夏期勉強会にともに参加。